# Fińska Fundacja Książki
Fińska Fundacja Książki (fiń. Suomen Kirjasäätiö) – fundacja założona przez Fińskie Stowarzyszenie Wydawców Książek i Ministerstwo Edukacji, której celem jest promocja fińskiej literatury i sztuki słowa. Przyznaje corocznie nagrody literackie Finlandia.
Fundacja powstała w 1983 roku i ma siedzibę w Helsinkach. Podstawą jej działania jest statut. Znana jest z przyznawanej w trzech kategoriach nagrody literackiej Finlandia. W drugą niedzielę lutego Fundacja organizuje Lukurauhan päivään podczas którego zachęca do czytania oraz promowania przez czytelników ciekawych książek.

## Inne nagrody przyznawane przez Fundację
- nagroda im. Mikaela Agricola przyznawana od 1957 przez Stowarzyszenie Tłumaczy Fińskich i Fińską Fundację Książki za wybitne tłumaczenia[4].
- nagroda im Jarla Hellermanna przyznawana od 2015 roku za wybitne tłumaczenie powieści na język fiński. Została ufundowana przy okazji obchodów 60-lecia serii Żółta Biblioteka, której wydawanie w 1982 roku rozpoczął prezes wydawnictwa Tammen Jarl Hellemann. Obejmowała ona tłumaczenia na fiński światowej literatury, w tym dział Noblistów. Nagroda wynosi 5000 €[5].
- od 1995 roku jest przyznawana przez Stowarzyszenie Eino Leinona nagroda za najbardziej wartościową publikację. Nagroda obejmuje literaturę i literaturoznawstwo, ale przede wszystkim poezję[6].
- od 1998 roku Fińska Fundacja Książki przyznaje nagrodę Alvara Renqvista[7] dla wybitnego wydawcy[8].
- konkurs „Mała Finlandia”[9].